# M79 (raketometalec)
M79 (vzdevek Osa) je ročni raketometalec namenjen uporabi v pehoti. Je lahko, priročno in učinkovito predvsem protioklepno orožje. Lahko se uporablja tudi za uničevanje ostalih vozil, zgradb ali sovražnikove pehote. Raketometalec se proizvaja v podjetjih Sloboda Čačak v Srbiji in Eurokompozit v Makedoniji. Narejen je predvsem iz ojačane plastične mase.

## Uporabnice

### Trenutne
- Bosna in Hercegovina
- Črna gora
- Hrvaška (RL90 M95)
- Makedonija
- Srbija

- Islamska država Iraka in Levanta[3]
- Prosta sirijska vojska

### Bivše
- Jugoslavija
- Slovenija
  - Teritorialna obramba Republike Slovenije[4]